# Мусин (состояние ума)
Мусин (яп. 無心) — это состояние ума, в котором (по их словам) пребывают мастера боевых искусств во время боя. Также они приходят в это состояние и во время обычных ежедневных упражнений. Термин «мусин» — сокращение от мусин но син (яп. 無心の心), выражения из дзена, переводящегося как ум без ума. Это значит, что ум не занят ни мыслями, ни эмоциями, и, таким образом, открыт для всего.
Мусин достигается, когда разум человека свободен от злости и ярости, страха или мыслей о самом себе. Отсутствуют пустые рассуждения и сравнения, так что человек становится способен действовать и отвечать оппоненту без сомнений и задержек. В таком состоянии в основу действий ложатся не размышления, а инстинкты, рефлексы и интуиция. Однако это не расслабленное, полусонное состояние. Можно сказать, что разум в этот момент работает на очень большой скорости, но без направления или плана.
По словам некоторых мастеров, мусин — состояние, в котором человек наконец понимает бесполезность техник и может начать по-настоящему свободно двигаться. Такие люди больше не рассматривают себя как бойцов, а просто как живых существ, двигающихся сквозь пространство.
Мастер дзен Такуан Сохо сказал:
Разум всегда должен «течь». Если он где-то остановился, значит, течение прервано, а это прерывание опасно для здоровья ума. В случае мечника это смерть.

Когда воин стоит напротив врага, ему не следует думать ни о себе, ни о враге, ни о движениях меча противника. Он просто стоит со своим мечом, который покорён его подсознанию и независим от всех техник. Воин забывает о себе как о владельце меча. Когда воин делает удар, бьёт не воин, а меч в руках подсознания воина.
Однако мусина можно достичь не только во время боя. Многие мастера боевых искусств тренируются входить в это состояние во время выполнения ката, оттачивая движения до безупречности — так что они смогут быть выполнены во время боя или когда угодно ещё. Как только с помощью практик и упражнений удаётся добиться муcина, целью становится поддержка такого же уровня осознанности во всех остальных аспектах жизни.